# Michael Franz Haas
Michael Franz Haas (geboren am 7. Jänner 1906 in Wien; gestorben am 10. Dezember 1942 ebenda) war ein österreichischer Widerstandskämpfer, der wegen „Vorbereitung zum Hochverrat“ hingerichtet wurde.

## Leben
Haas arbeitete als Maschinenschlosser in Wien und betätigte sich als Kassier für die Kommunistische Partei Österreichs (KPÖ), die sich in der Zeit des Nationalsozialismus aktiv am Widerstand gegen das nationalsozialistische Regime beteiligte. Von 1939 bis Anfang 1941 absolvierte Haas seinen Militärdienst in der Wehrmacht. Am 28. Juli 1941 wurde er verhaftet und gemeinsam mit Edmund Dobesberger, Karl Hodac, Otto Mikeschka und Johann Sebesta am 25. September 1942 vom Volksgerichtshof zum Tode verurteilt. Das Urteil wurde am 10. Dezember 1942 in der Hinrichtungsstätte des Landesgerichts I in Wien vollstreckt.
Haas war seit November 1938 mit seiner Cousine Franziska (geborene Laube) verheiratet und hatte mit ihr einen Sohn Michel (Michael), der am 11. Jänner 1942 in der Untersuchungshaft im Inquisitenspital geboren wurde. Haas hatte seine Cousine in die kommunistische Bewegung eingeführt, in der sich beide bis zu ihrer Verhaftung engagierten.

## Franziska Haas
Franziska Haas (* 11. September 1906; † September 1983) war die Tochter des Eisengießers Franz Laube und dessen Frau Anna (geborene Kasena). Sie hatte nach der Schulausbildung Weißnäherei gelernt und zwei Jahre lang die gewerbliche Fortbildungsschule besucht. Aus gesundheitlichen gründen musste sie diesen Beruf aufgeben, nahm unterschiedliche Stellungen an und war über einen längeren Zeitraum arbeitslos. Sie war Mitglied einer sozialdemokratischen Jugendorganisation. Von September 1937 bis Juni 1938 war sie als Haushaltshilfe in England angestellt und heiratete am 1. November 1938 ihren Vetter Michael Haas. Sie fungierte als Verbindungsfrau zwischen Leopold Blauensteiner, Mathilde Grüller und ihrem Mann.
Sie wurde am 31. Juli 1941 von der Gestapo Wien, kurz nach der Verhaftung ihres Mannes, wegen „kommunistischer Betätigung“ erkennungsdienstlich erfasst und am 28. Mai 1942 wegen „Vorbereitung zum Hochverrat“ zu 8 Jahren im Frauenzuchthaus Aichach verurteilt worden. Sie wurde nach dem Ende des Krieges entlassen.